# Thismia crocea
Thismia crocea är en enhjärtbladig växtart som först beskrevs av Odoardo Beccari, och fick sitt nu gällande namn av Johannes Jacobus Smith. Thismia crocea ingår i släktet Thismia och familjen Burmanniaceae. Inga underarter finns listade i Catalogue of Life.